# Richard Temple-Nugent-Brydges-Chandos-Grenville, 1.º Duque de Buckingham e Chandos

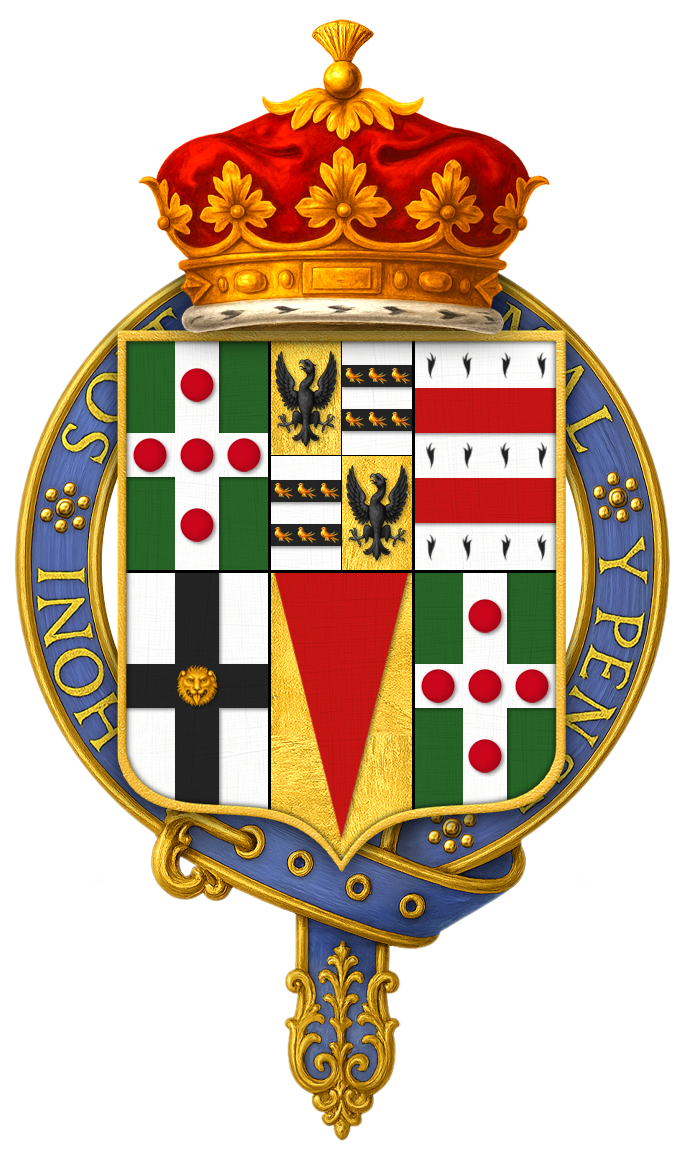
Brasão de armas de Richard Temple-Nugent-Brydges-Chandos-Grenville, 1.º Duque de Buckingham e Chandos

Richard Temple-Nugent-Brydges-Chandos-Grenville, 1.º Duque de Buckingham e Chandos, (20 de março de 1776 - 17 de janeiro de 1839), denominado Conde Temple de 1784 a 1813 e conhecido como Marquês de Buckingham de 1813 a 1822, foi um proprietário de terras e político britânico.

## Fundo
Nascido Richard Temple-Nugent-Grenville, ele era o filho mais velho de George Nugent-Temple-Grenville, 1.º Marquês de Buckingham, filho de George Grenville, Primeiro Ministro da Grã-Bretanha . Sua mãe era Lady Mary Nugent, filha de Robert Nugent, 1.º Conde Nugent. Thomas Grenville e Lorde Grenville eram seus tios.
Ele foi educado no Brasenose College, Oxford, onde se matriculou em 1791.

## Carreira política
Conde Temple foi eleito membro do Parlamento por Buckinghamshire em 1797.  Em 1806, foi nomeado Conselheiro Privado e Vice-Presidente do Conselho de Comércio e Tesoureiro Conjunto das Forças no Ministério de Todos os Talentos chefiado por seu tio, Lorde Grenville. Ele manteve esses cargos até a queda da administração de Grenville em 1807. Ele deixou a Câmara dos Comuns em 1813, quando sucedeu seu pai no marquesado.  Em 1820, ele foi nomeado Cavaleiro da Jarreteira . Em 1822, ele foi ainda mais homenageado quando foi feito Conde Temple de Stowe, com o restante para sua neta Anne Eliza Mary, e Marquês de Chandos e Duque de Buckingham e Chandos, com o restante normal para herdeiros do sexo masculino. Ele retornou ao cargo ministerial em julho de 1830, quando foi nomeado Lord Steward of the Household, mas ocupou o cargo apenas por um curto período. Além de sua carreira política, ele também foi Lorde-Tenente de Buckinghamshire de 1813 a 1839.
Buckingham também possuía uma plantação na Jamaica e 10 482 acre(s)s (42 km2)   na Grã-Bretanha, incluindo trinta e oito propriedades no Old Nichol . Apelidos como “sobrinho gordo de Lord Grenville”, Ph D ( duque Phat ) e “gros Marquês” atestavam seu tamanho e impopularidade.

## Família
Em abril de 1796, aos 20 anos, o então Conde Temple casou-se com Lady Anne Brydges, filha e única herdeira do falecido James Brydges, 3.º duque de Chandos . Assim, Nugent-Temple-Grenville adicionou Brydges e Chandos aos seus nomes de família (e aos dos seus filhos) por licença real de 15 de novembro de 1799; o seu nome de família completo tornou-se o notável Temple-Nugent-Brydges-Chandos-Grenville de cinco canos. Sua esposa morreu em 1836 e ele morreu em janeiro de 1839, aos 62 anos, e foi sucedido por seu filho, Richard.